# Reinwardtoena reinwardti
Reinwardtoena reinwardti là danh pháp khoa học của một loài chim thuộc họ Bồ câu (Columbidae) do nhà động vật học người Hà Lan Coenraad Jacob Temminck lần đầu mô tả vào năm 1824. Đây là loài sinh sống chủ yếu ở vùng rừng nguyên sinh, bìa rừng tại New Guinea, các hòn đảo lân cận và Wallacea.  R. reinwardti có ngoại hình lớn và dễ phân biệt, với chiều dài rơi vào khoảng 47,5–52,5 cm và cân nặng đạt khoảng 208–305 g. Ở giai đoạn trưởng thành, chim có đầu, cổ và ngực màu trắng hoặc màu lam xám, cùng bộ cánh rìa ngoài màu đen. Phần thân dưới của chim có màu xám xanh nhạt, còn phần trên thì màu nâu hạt dẻ. Chim mái khác chim trống ở đặc điểm là mống mắt vàng hơn và mép viền mắt tối hơn. Chim non có bộ lông màu nâu xám đậm, với phần cổ và phần bụng màu trắng đục.
Khẩu phần của R. reinwardti là các loại hạt và hoa quả. Bình thường chim sống đơn độc hoặc theo từng cặp, nhưng cũng có lúc sống thành đàn với các loài chim ăn trái khác trên cây ăn quả. R. reinwardti có tập tính kiếm ăn hiếm có ở loài chim là bảo vệ bụi cây hoa quả của chúng khi có loài khác đến tranh giành. Chim sinh sản quanh năm và thay đổi theo từng khu vực trong phạm vi phân bố, với mỗi lần đẻ là chỉ cho một quả trứng duy nhất. Giai đoạn sinh sản mạnh nhất của loài rơi vào tháng 10 đến tháng 12 tại New Guinea. R. reinwardti dùng cành cây, rêu, rễ cây và dương xỉ để xây dựng tổ, với hình dáng phẳng hoặc hơi lõm. Liên minh Bảo tồn Thiên nhiên Quốc tế phân loại loài này vào nhóm loài ít quan tâm do phạm vi phân bố đủ lớn và số lượng loài ổn định.

## Phân loài và hệ thống

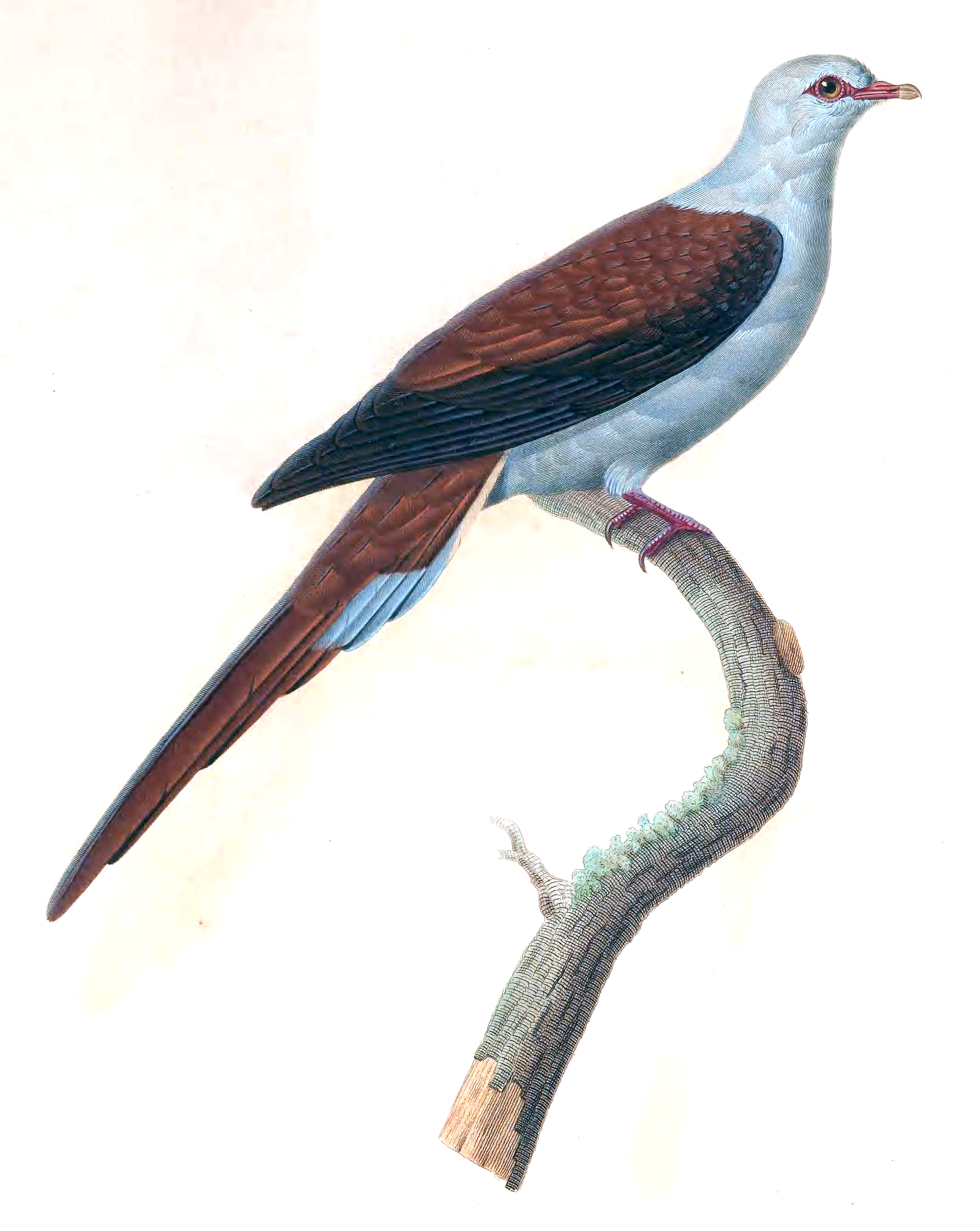
Hình minh họa của Pauline Rifer de Courcelles vào khoảng năm 1845

Nhà động vật học người Hà Lan Coenraad Jacob Temminck lần đầu mô tả Reinwardtoena reinwardti vào năm 1824 nhưng với tên gọi là Columba reinwardtsi dựa trên một loài chim đến từ đảo Ambon, Indonesia (lúc đầu ông tuyên bố nhầm là đến từ Sulawesi). Cách viết reinwardtsi là bị in nhầm từ reinwardtii, và ngay cả chính Temminck cũng sử dụng reinwardtii để giới thiệu trong bảng mục lục. Một số tác giả đã cập nhật chỉnh sửa lại tên thành reinwardti và cho đến ngày nay, cả hai cách viết reinwardti hoặc reinwardtii đều được sử dụng.
Vào năm 1854, nhà điểu học người Pháp Charles Lucien Bonaparte giới thiệu chi Reinwardtoena cho loài này, hay còn được gọi là Reinwardtoena typica. Cả hai cách đặt tên chung và tên cụ thể này là nhằm vinh danh nhà nghiên cứu tự nhiên người Hà Lan Caspar Reinwardt. Trong tiếng Anh, Liên đoàn các nhà điểu học quốc tế (IOU) chính thức lấy "great cuckoo-dove" làm tên thông thường cho R. reinwardti. Ngoài ra, loài chim này còn được gọi bằng tên tiếng Anh thông thường phổ biến khác như long-tailed cuckoo-dove, Reinwardt's cuckoo-dove, giant cuckoo-dove, Reinwardt's long-tailed pigeon, chestnut-and-grey pigeon và maroon-and-grey pigeon. Ở ngôn ngữ Sansundi tại đảo Biak, R. reinwardti còn được gọi là Man Wupu.
R. reinwardti là một trong ba loài thuộc chi Reinwardtoena trong họ Bồ câu, Columbidae. Vì ngoại hình của loài này rất giống với Reinwardtoena browni nên cả hai thường được cho là allospecies, tức có nghĩa là hai loài sinh sống khác nhau về mặt địa lý được coi là một phần của cùng phức hợp loài. Hiện nay, IOU công nhận ba phân loài của R. reinwardti. Một số tác giả cũng công nhận các quần thể đến từ Buru và Obi lần lượt là hai phân loài riêng biệt gồm albida và obiensis. Bên dưới là các phân loài được IOU công nhận:
- R. r. reinwardti (Temminck, 1824): Phân loài chỉ định được tìm thấy ở Morotai, Halmahera, Kayoa, Bacan, Obi, Buru, Ambon, Seram và Seram Laut tại quần đảo Maluku.[5]
- R. r. griseotincta Hartert, EJO, 1896: Tìm thấy ở New Guinea và các hòn đảo lân cận trừ Biak và Louisiade Archipelago.[9] Phân loài này có ngoại hình lớn và bộ lông tối hơn loài chỉ định. Phần trán, mặt và cổ của phân loài sở hữu màu trắng.[10]
- R. r. brevis Peters, JL, 1937: Tìm thấy ở Biak và Supiori. Phân loài này có ngoại hình bé hơn, bộ lông nhạt màu hơn các phân loài khác và có thể đại diện cho một loài riêng biệt.[10][12]

## Mô tả

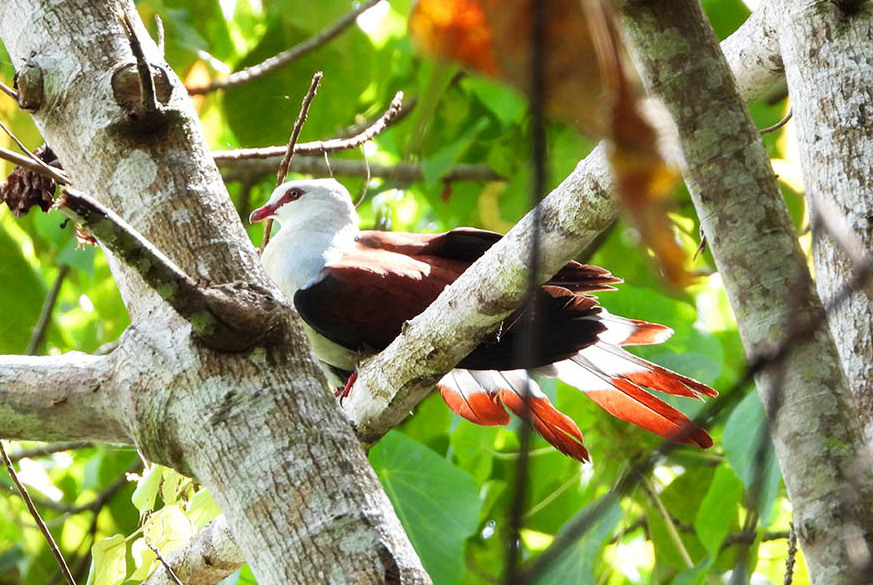
R. r. griseotincta

Reinwardtoena reinwardti là bồ câu có ngoại hình lớn và phần đuôi dài. Chim có chiều dài rơi vào khoảng 47,5–52,5 cm (18,7–20,7 in) và nặng khoảng 208–305 g (7,3–10,8 oz). Bộ mào nhỏ ở phía sau đầu tạo cho loài này vẻ ngoài "đầu to". R. reinwardti có đầu, cổ và ngực màu xanh xám hoặc trắng kem với một chút màu xám xanh nhạt, ngả sang màu xám tím ở phía sau cổ và lưng trên. Họng và bụng chim có màu trắng, nhưng thi thoảng bụng chim lại mang màu hồng. Phần áo, lưng, mông và lông đuôi trên của R. reinwardti có màu nâu hạt dẻ. Cánh chim thì có màu hạt dẻ sẫm hơn và dần dần trở thành đen khi đi từ phần thân cho đến phía cuối bộ cánh. Phần thân dưới của chim có màu xám xanh nhạt.
Lông đuôi ngoài cùng của R. reinwardti có màu trắng xám với phần gốc màu đen và sọc đen gần cuối, trong khi lớp lông đuôi ngoài cùng thứ hai của chim thì có màu tương tự nhưng là các đường sọc đen hạt dẻ. Màu sắc hạt dẻ trở nên đậm dần khi di chuyển đến phần lông đuôi giữa (phần này gần như hoàn toàn là màu hạt dẻ, chỉ có một số điểm nhỏ là màu đen và xám ở gần gốc). Các cá thể của phân loài có sự thay đổi về ngoại hình theo độ dốc trên toàn bộ phân bố địa lý của chúng. Trong phạm vi, các loài phân bố phía Bắc có màu sẫm nhất, còn những loài sống ở phía Tây Nam thì nhạt nhất. Ở chim trống, mống mắt có màu trắng vàng với vòng ngoài màu đỏ và da hốc mắt có màu đỏ. Chim mái thì có mống mắt vàng hơn và da hốc mắt xỉn màu hơn. Ở cả hai giới tính, phần gốc và phần giữa mỏ có màu đỏ chuyển dần sang hồng tím. Phần còn lại của mỏ ở cả hai giới thì có màu nâu vàng, đôi khi có đầu mỏ màu trắng. Bàn chân có màu hồng chuyển dần sang đỏ tím.

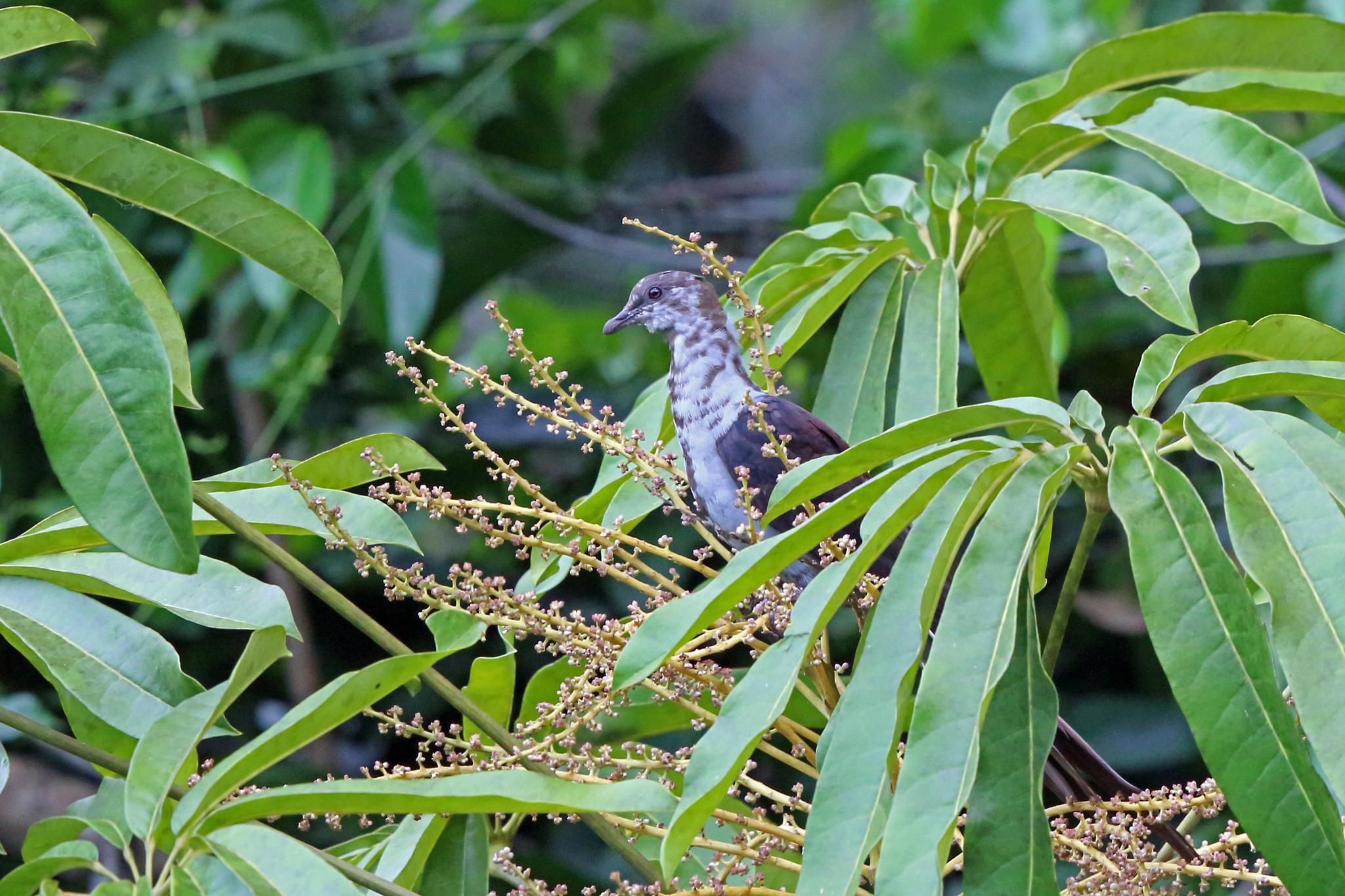
Chim R. r. griseotincta ở giai đoạn cận trưởng thành tại đảo Waigeo

Chim non R. reinwardti mới nở có màu trắng hồng. Lớn lên, chim có mỏ và chân màu đen. R. reinwardti ở tuổi gần trưởng thành có bộ lông màu nâu xám xỉn, với cổ họng và bụng màu trắng đục. Phần cánh sẫm màu hơn phần còn lại của cơ thể. Lông cánh, mông và lông đuôi trên có màu nâu đỏ với các cạnh sẫm. Lông đuôi giữa có màu nâu đen với một chút hung đỏ.
Có thể dễ dàng nhận biết được R. reinwardti nhờ vào ngoại hình của chim đặc biệt và có kích thước lớn, với phần dưới nhạt màu tương phản mạnh với phần trên có màu sắc rực rỡ. Tuy nhiên, loài chim này thường bị nhầm lẫn với một phức hợp loài gồm Macropygia amboinensis và Macropygia doreya. Hai loài này thì có thể phân biệt với R. reinwardti nhờ vào ngoại hình nhỏ và phần thân dưới có màu rượu vang, nhiều vạch kẻ hơn, ít tương phản với phần thân trên hơn.

### Tiếng hót
Reinwardtoena reinwardti có hai kiểu hót dễ phân biệt. Kiểu hót đầu tiên là tiếng "cúc-cu-quốc cúc-cu-quốc cúc-cu-quốc" lặp lại giống Macropygia phasianella, nhưng chậm hơn và nhiều lần phát ra ba âm tiết hơn. Kiểu hót thứ hai là một loạt khoảng 12 tiếng "hu" trở nên sâu lắng hơn và nhanh hơn về cuối, được ví như là "tiếng cười mất trí".

## Phân bố và nơi sinh sống
Reinwardtoena reinwardti có nguồn gốc từ Papuasia và Wallacea. Ở quần đảo Maluku của Indonesia, loài này được tìm thấy ở Buru, Ambon, Seram, Obi, Bacan, Kasiruta, Kayoa, Halmahera và Morotai. Ở New Guinea, loài này xuất hiện ở hầu hết đất liền, ngoại trừ vùng đất thấp Trans-Fly, cũng như các đảo vệ tinh Waigeo, Salawati, Misool, Yapen, Biak, Kumamba, Kairiru, Manam, Karkar, Goodenough và Fergusson. R. reinwardti chủ yếu sinh sống ở rừng nguyên sinh và bìa rừng. Ở Biak, loài này cũng được tìm thấy rừng khai thác, rừng thứ sinh và rừng phòng hộ. R. reinwardti được tìm thấy ở độ cao lên tới 3.380 m (11.090 ft) trên đất liền New Guinea và lên tới 1.190 m (3.900 ft) trên đảo Karkar. Trên quần đảo Maluku, R. reinwardti sống ở độ cao từ 115–1.400 m (380–4.600 ft), nhưng phổ biến nhất là ở độ cao trên 800 m (2.600 ft).

## Hành vi và sinh thái học

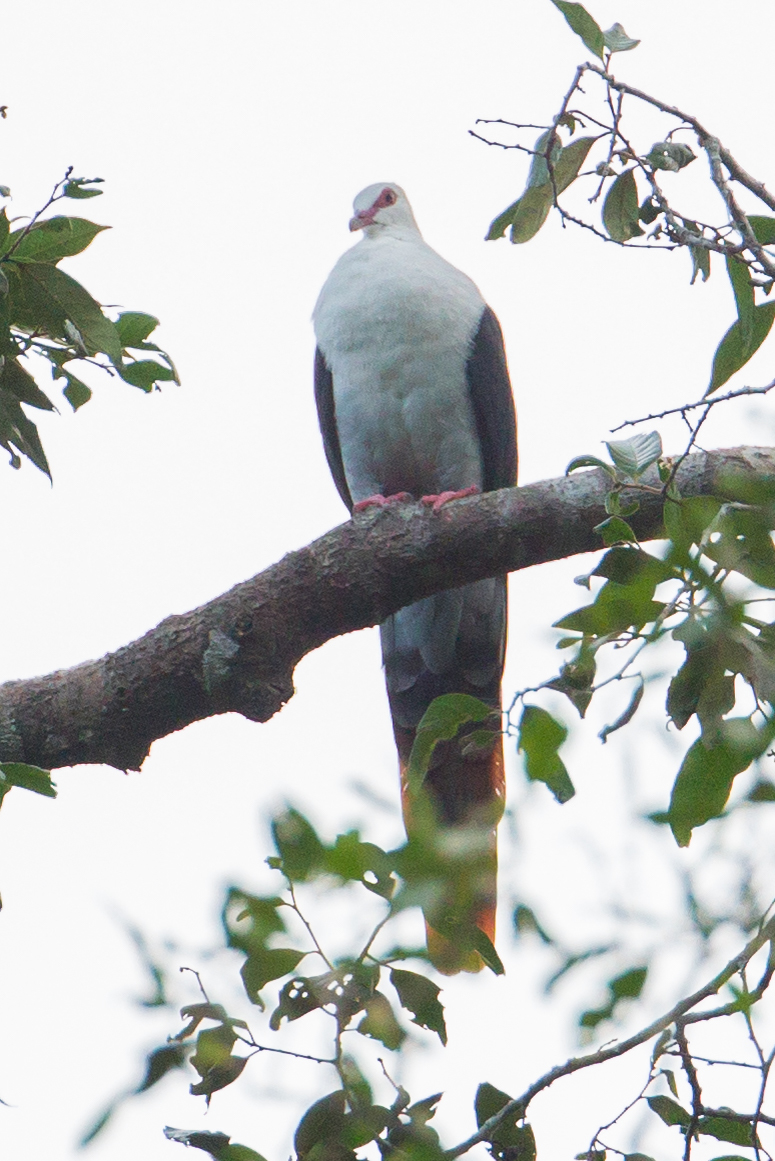
Reinwardtoena reinwardti thường được tìm thấy trên tán cây.

Bình thường, Reinwardtoena reinwardti sống đơn độc hoặc theo từng cặp ở tầng giữa hoặc tán rừng, nhưng cũng có lúc sống thành đàn lên đến 10 cá thể trên cây ăn quả, hoặc gia nhập thành đàn với các loài chim ăn trái khác. Mặc dù sở hữu nhịp cánh chậm, mạnh mẽ và uyển chuyển nhưng R. reinwardti thường bay rất nhanh dưới tán cây.

### Kiếm ăn
Khẩu phần ăn của Reinwardtoena reinwardti là các loại trái cây và hạt nhỏ. Chim ưa chuộng các loài thực vật thuộc họ Cuồng và đặc biệt hơn là thuộc chi Chân chim, chẳng hạn như Heptapleurum chaetorrhachis. R. reinwardti thường kiếm ăn trên tán cây hoặc đôi khi là ở mặt đất. Người ta đã quan sát thấy loài chim này có tập tính bảo vệ các cây bụi có quả mà nó đang ăn bằng cách hù dọa những loài chim khác có ý định ăn cây bụi đó như chim thiên đường, Ailuroedus, chim ăn mật và Melanocharis. R. reinwardti tấn công các loài chim khác bằng cách vừa "vỗ" cánh thật lớn tiếng vừa bay lên đáp xuống con chim xâm nhập. Tuy nhiên, bảo vệ nguồn thức ăn trái cây là một hành vi kiếm ăn không thường xuyên diễn ra. Chim chỉ thực hiện hành vi này ở một số điều kiện nhất định như kích thước cây trồng cũng như tỷ lệ loài chim khác xuất hiện ở mức vừa phải. Người ta cũng quan sát thấy loài này ăn đất và một số cá thể được các nhà nghiên cứu phát hiện có sỏi trong dạ dày.

### Sinh sản
Reinwardtoena reinwardti có tập tính tán tỉnh bằng cách bay lượn gợn sóng. Chim bay lên cao đột ngột, dang rộng cánh và đuôi hoặc vỗ cánh vào nhau ở vị trí bay cao nhất, rồi hạ xuống đột ngột. Một bài nghiên cứu khác cho biết chim thực hiện màn tán tỉnh bằng cách bay lên theo đường chéo từ một chỗ đậu, đi theo một vòng tròn rộng rồi quay trở lại vị trí cũ, tương tự như Macropygia. Người ta đã quan sát thấy R. reinwardti sinh sản quanh năm và mùa sinh sản thay đổi ở các vùng khác nhau trong phạm vi phân bố. Ở Buru, các nhà khoa học nhìn thấy chim non xuất hiện vào tháng 2. Ở New Guinea, việc sinh sản dường như diễn ra quanh năm. Tổ hoặc chim non được quan sát thấy từ tháng 3 đến tháng 8 và nhiều nhất là từ tháng 10 đến tháng 12. Tổ của R. reinwardti là những bệ phẳng hoặc hơi lõm được làm bằng que, rêu, rễ và dương xỉ. Phía dưới được lót bằng vật liệu thực vật mịn, và tổ thường được đặt ở trên cây hoặc bụi cây ở độ cao 1,2–5 m (4–20 ft). Một số bài nghiên cứu phát hiện tổ của R. reinwardti đặt cao đến 12 m (39 ft) trên cây Dứa dại. Đôi khi tổ được làm trên các mỏm đá trong hang động hoặc hẻm núi sông ở độ cao 2,4–12 m (7,9–39 ft).
R. reinwardti chỉ đẻ một quả trứng màu trắng duy nhất với kích thước 37,1 mm–40,0 mm × 25,0 mm–26,8 mm (1,46 in–1,57 in × 0,98 in–1,06 in). Trong môi trường nuôi nhốt, chim sẽ đẻ nhiều lứa nếu lứa đầu tiên không nở. Cả chim bố và mẹ đều có thể ấp trứng. Theo quan sát, trứng R. reinwardti nở sau 16 ngày ở điều kiện nuôi nhốt và sau 22 ngày trong tổ hoang dã. Sau khi trứng nở, chim non được ấp 13 ngày, rời tổ sau 25 ngày và bắt đầu tự kiếm ăn sau 35 ngày.

### Kẻ săn mồi và ký sinh trùng
Một số ký sinh trùng của Reinwardtoena reinwardti được biết đến gồm có Columbicola taschenbergi và Coloceras museihalense. Đại bàng Hieraaetus weiskei có thể là kẻ săn mồi.

## Bảo tồn
Liên minh Bảo tồn Thiên nhiên Quốc tế xếp Reinwardtoena reinwardti vào nhóm loài ít quan tâm do phạm vi phân bố đủ lớn và quần thể ổn định. Quy mô quần thể của loài này chưa được ước tính. Mặc dù người ta cho rằng R. reinwardti thường không phổ biến trong phạm vi phân bố nhưng chúng có thể phổ biến cục bộ ở các vùng đồi núi. Loài này khá phổ biến ở Papua New Guinea, với mật độ 4–6 con chim trên một kilômét vuông ở Khu quản lý động vật hoang dã Crater Mountain. Tuy nhiên, chúng có thể không phổ biến ở phía Đông Bắc của đất nước. Ở Seram, loài này hiếm gặp ở vùng đất thấp, nhưng phổ biến ở độ cao lớn hơn.